# Pierre Dupont
Pierre Dupont (Lió, 23 d'abril de 1821 – 25 de juliol de 1870) fou un poeta i cantant francès.

## Biografia
Nascut a Lió, fill de Jean-Baptiste Dupont, ferrer d'esperons, Pierre Dupont va créixer a Rochetaillée-sur-Saône, al nord de Lió. Després de la mort de la seva mare el 1825, el seu pare es va tornar a casar i després va confiar la seva educació al seu sacerdot padrí. Als nou anys va ingressar al seminari menor de Sainte-Foy-l'Argentière, però no tenia la vocació de fer-se sacerdot. Torna a Lió amb la seva família,
| « | <... o molt tardans, valents raigs Ens va dir que una germana, l'àngel de la família, Viure s'esgotava amb la costura.> | » |

Col·locat com a aprenent en una fàbrica de sedes, va treballar durant un breu temps com a filador tèxtil, després passant de notari i finalment empleat de banc. Als 20 anys es va unir a la família dels seus avis paterns a Provins, després va marxar a París, on freqüentava la societat de les goguettes.
Coneix Victor Hugo, a qui escriu:
La teva llar està plena d'espurnes
La teva finestra plena de llums...
La seva trobada amb l'acadèmic Pierre-Antoine Lebrun li va obrir portes; va poder publicar un primer llibre, va ser observat per Sainte-Beuve i va obtenir un lloc a la redacció del Diccionari de l'Acadèmia Francesa de 1842 a 1847. Tan bon punt va arribar a París, es va fer amic de Nerval, Théophile Gautier, Baudelaire, Émile Deroy i Charles Gounod, amb qui va escriure la cançó Les Bœufs, que el va fer famós.
Pierre Lebrun, que va entreveure un poeta, patrocinà una subscripció, que serví per a redimir a Dupont del servei militar, i per a imprimir Les deux Angés, poema premiat per l'Acadèmia el 1842.
Des d'aquesta data, fins al 1847, restà empleat en els treballs del Diccionari que redactava aquella corporació. El 1846 la seva cançó Les Boeufs, a la que li seguiren ben aviat les titulades Les Braconnier, Les Louis d'Or, Le chien du berger, Le chant du vote, Le chant des nations, la qual música havia compost ensems que la lletra, li valgueren un prompta i considerable popularitat.
Grans cançons, escrites arran de la Revolució de febrer, i cantades per l'autor en els clubs, li portaren odis polítics després del cop d'Estat de 1851, i el ser condemnat a set anys de deportació, condemna de la que en fou indultat. Des de llavors va viure retirat, publicant únicament el seu Légende du Juif-Errant (1862) i Dix Eglogues (Lió, 1864). A més té, un fulletó polític, Sur certains bruits de coalition (1860).
En addició a les mencionades, cal citar les cançons següents; Les sapins; La mère Jeanne; Madame Vigne; Le cochon; La vache blanche; Le chant dueblé; La chanson de la soie; La chanson du pain; Le chant des ouvriers; Le chant des soldats; Le Noel des paisans; Le Tisserand; Le Touneau, etc.
Els seus Cantares, a la major part dels quals afegí ell mateix melodies, aparegueren col·leccionats en Chants et chansons (1852-54, 9a edició 1876) i Chants et poesies (7a edició, 1861).